# Antonio Fuertes
Pour les articles homonymes, voir Fuertes.
Antonio Fuertes Pascual, né le 3 décembre 1929 à Valence et mort le 5 janvier 2015 dans la même ville, est un footballeur espagnol.

## Biographie
Attaquant polyvalent, il joue le plus souvent à l'aile droite. 
Il débute à l'âge de 15 ans avec l'équipe de Valencia CF Mestalla, avec laquelle il joue jusqu'en 1949. Il est alors transféré au Valence Club de Fútbol, avec lequel il joue pendant neuf saisons et marque 58 buts, y compris le millième but de l'histoire de l'équipe en première division.
En 1954, il gagne avec Valence la Coupe du Roi, battant en finale le FC Barcelone. Lors de ce match, il marque deux buts.
En 1951, il est sélectionné en équipe nationale pour un match amical contre l'Argentine. Ce sera sa seule sélection.
Il termine sa carrière en 1961 avec le club d'Elche CF.